# George Mourad
George Mourad (ur. 18 września 1982 w Göteborgu) – syryjski piłkarz występujący na pozycji napastnika.

## Kariera klubowa
Mourad urodził się w Szwecji w rodzinie pochodzenia syryjskiego. Seniorską karierę rozpoczynał w 2000 roku w klubie Västra Frölunda IF z Allsvenskan. Zadebiutował tam 23 października 2000 roku w przegranym 0:4 pojedynku z Örebro SK. W tym samym roku spadł z zespołem do Superettan. W Västrze spędził jeszcze 2 sezony.
W 2004 roku Mourad przeszedł do pierwszoligowego IFK Göteborg. Pierwszy ligowy mecz zaliczył tam 4 kwietnia 2004 roku przeciwko Kalmarowi (0:0). 18 maja 2004 roku w wygranym 2:1 spotkaniu z Djurgårdens IF strzelił pierwszego gola w Allsvenskan. Na początku 2006 roku został wypożyczony do włoskiej Brescii z Serie B, jednak w połowie tego samego roku wrócił do Göteborga. W 2007 roku zdobył z nim mistrzostwo Szwecji.
W styczniu 2008 roku Mourad podpisał kontrakt z holenderskim Willem II Tilburg. W Eredivisie zadebiutował 12 stycznia 2008 roku w zremisowanym 1:1 pojedynku z Rodą Kerkrade. Przez 2 lata w barwach Willem rozegrał 36 spotkań i zdobył 4 bramki.
W 2010 roku odszedł do norweskiego Tromsø IL z Tippeligaen. Pierwszy mecz w tych rozgrywkach zaliczył 11 kwietnia 2010 roku przeciwko FK Haugesund (2:0). W tym samym roku zajął z zespołem 3. miejsce w Tippeligaen. Na początku 2011 roku przeszedł do portugalskiego Portimonense SC, w którego barwach 5 razy zagrał w Primeira Liga.
W połowie 2011 roku Mourad podpisał kontrakt z irańskim Mes Kerman. W 2012 roku został zawodnikiem klubu, Syrianska FC.

## Kariera reprezentacyjna
22 stycznia 2005 roku w zremisowanym 1:1 towarzyskim meczu z Koreą Południową Mourad zadebiutował w reprezentacji Szwecji. Łącznie rozegrał w niej 2 spotkania.
W 2011 roku zdecydował się na grę w reprezentacji Syrii i zadebiutował w niej 23 lipca 2011 roku w wygranym 2:1 pojedynku eliminacji Mistrzostw Świata 2014 z Tadżykistanem, w którym strzelił także gola.